# Отвод
Отводът е отстраняване от разглеждане на съдебно дело или от провеждане на разследване на състава на съда, на негов член, както и на прокурор, следовател, разследващ полицай или вещо лице. Същото правило важи и за държавните одитори при извършването на одит.
Основанията за отвод са посочени в съответния процесуален закон, като самостоятелно общо основание за отвод във всички случаи е наличието или съмнението за конфликт на интереси, което го изисква етиката и справедливостта.